# Prainha (Florianópolis)
Ne doit pas être confondu avec Prainha (Rio de Janeiro), Prainha (Pará) ou Barra da Lagoa.
Prainha (signifiant "petite plage" en portugais) est à la fois une plage urbaine et un quartier de la municipalité de Florianópolis (Brésil), situé dans la partie insulaire du centre ville, face à la baie Sud.